# 野田豁通
野田 豁通（のだ ひろみち、1844年9月6日（天保15年7月24日） - 1913年（大正2年）1月6日）は、日本の武士（熊本藩士）、陸軍軍人、陸軍経理組織の創設者。陸軍主計官のトップである陸軍省経理局長を務めた。最終階級は陸軍主計総監（後の陸軍主計中将）。
箱館戦争軍監、初代青森県知事、日清戦争の野戦監督長官、男爵、貴族院議員を歴任した。清浦奎吾、後藤新平、斎藤実、柴五郎などを見出し、庇護・育成した。

## 経歴
熊本藩士・石光文平（熊本藩 産物方頭取）の三男として出生。15歳で同藩勘定方の野田淳平の養子となる。
横井小楠を慕って京都に出奔し、勤皇党に投じ、小楠が仆れた後は同郷の先輩大田黒惟信を頼って江戸に出て倒幕運動に参画した。戊辰戦争では征討大総督軍の一員として奥羽に転戦し、箱館戦争では軍監として活躍する。
軍事参謀試補、軍監、胆沢県少参事、弘前県参事と歴任。弘前県の県庁を青森に移し、青森県と改称、同県大参事。勧農寮大属。
明治5年（1872年）11月、陸軍兵学寮八等出仕、翌年8月、陸軍会計軍吏となり、以後、陸軍の経理関係の役職を担う。第5局第2課長を経て、会計軍吏正として西南戦争に出征。戦地で食料、軍夫の調達に当たった。その後、第5局第8課長、会計局計算課長、会計局次長、会計局第1課長などを歴任。
1885年、ドイツ留学。帰国後は、軍の経理組織と規則を確立し、軍の経理学校を創設。会計局次長、監督長、会計局長と昇進し、初代陸軍経理局長。日清戦争では、大本営野戦監督長官として出征した。
1897年（明治30年）4月、陸軍監督総監（中将相当官。1903年〈明治36年〉の武官官等表中改正により陸軍主計総監に改称。後の陸軍主計中将）に進級した。1901年（明治34年）4月15日、予備役に編入された。1906年（明治39年）4月1日に後備役、1911年（明治44年）4月1日に退役。
1895年8月、男爵の爵位を授爵し華族となり、1904年（明治37年）7月10日から1913年の死去まで貴族院男爵議員を務めた。墓所は谷中霊園。

## 栄典
位階
- 1890年（明治23年）12月28日 - 従五位[11]
- 1891年（明治24年）6月13日 - 従四位[12]
- 1897年（明治30年）3月22日 - 正四位[13]
- 1901年（明治34年）5月10日 - 従三位[14]
- 1913年（大正2年）1月6日 - 従二位[15]

勲章等
- 1885年（明治18年）11月19日 - 勲三等旭日中綬章[16]
- 1889年（明治22年）11月29日 - 大日本帝国憲法発布記念章[17]
- 1895年（明治28年）
  - 5月23日 - 勲二等瑞宝章[18]
  - 8月20日 - 男爵、功三級金鵄勲章、旭日重光章[19]
  - 11月18日 - 明治二十七八年従軍記章[20]
- 1901年（明治34年）12月27日 - 勲一等瑞宝章[21][22]
- 1902年（明治35年）5月10日 - 明治三十三年従軍記章[23]
- 1906年（明治39年）4月1日 - 旭日大綬章[24]

## 家族・親族
- 妻

敏（養父・野田淳平の娘）
戊辰戦争後の明治2年（1869年）、熊本に帰省して敏と結婚した。このとき豁通は28歳、敏はまだ14歳だった。しかし、2ヵ月後には無断で上京。驚いた養父が上京し、毎日毎夜帰郷を懇願するも、豁通は話の進みつつあった弘前県大参事の職を受け、避けるように赴任してしまい、残された養父は失意の中で切腹したという。
住子（元新橋の芸妓）
甥の石光真清によれば「野田は、結婚について、まことに軽い考え方を持ち、新橋から相乗りの人力車で芸妓を伴い、そのまま妻にしてしまった人である」という。
- 息子

野田亀喜（男爵、貴族院議員）
- 娘婿

西義一（陸軍大将）
山室宗文（実業家）
- 孫

中村公彦（映画美術監督、豁通・敏の間の子・淳造の末子）
- 甥

石光真清（軍人）
石光真臣（軍人）
下村孝太郎（化学者、同志社第6代社長、大阪舎密工業（現大阪ガス）社長）
- 姪孫

橋本龍伍（大蔵官僚、衆議院議員、文部大臣、厚生大臣等）

## 人物
野田は人材の育成を心がけた人物であり、戊辰戦争時の敵藩の子弟も区別せず面倒をみていた。柴五郎、斎藤実は野田の庇護の下、それぞれ陸海軍に進んだのである。柴はその遺書の中で感謝の言葉を繰り返している。